# Тудор-Владіміреску (комуна, Бреїла)
Тудор-Владіміреску (рум. Tudor Vladimirescu) — комуна у повіті Бреїла в Румунії. До складу комуни входять такі села (дані про населення за 2002 рік):
- Коменяска (254 особи)
- Скорцару-Векі (1110 осіб)
- Тудор-Владіміреску (1079 осіб)

Комуна розташована на відстані 161 км на північний схід від Бухареста, 12 км на захід від Бреїли, 135 км на північний захід від Констанци, 27 км на південний захід від Галаца.

## Населення
За даними перепису населення 2002 року у комуні проживали 5416 осіб.
Національний склад населення комуни:
| Національність   | Кількість осіб | Відсоток |
| ---------------- | -------------- | -------- |
| румуни           | 5374           | 99,2%    |
| цигани           | 40             | 0,7%     |
| росіяни-липовани | 1              | < 0,1%   |
| греки            | 1              | < 0,1%   |

Рідною мовою назвали:
| Мова      | Кількість осіб | Відсоток |
| --------- | -------------- | -------- |
| румунська | 5400           | 99,7%    |
| циганська | 14             | 0,3%     |
| російська | 1              | < 0,1%   |
| грецька   | 1              | < 0,1%   |

Склад населення комуни за віросповіданням:
| Релігія       | Кількість осіб | Відсоток |
| ------------- | -------------- | -------- |
| православні   | 5273           | 97,4%    |
| адвентисти    | 106            | 2,0%     |
| баптисти      | 13             | 0,2%     |
| римо-католики | 8              | 0,1%     |
| п'ятдесятники | 5              | 0,1%     |
| реформати     | 3              | 0,1%     |
| атеїсти       | 3              | 0,1%     |
| не релігійні  | 1              | < 0,1%   |

## Зовнішні посилання
- Дані про комуну Тудор-Владіміреску на сайті Ghidul Primăriilor